# Hemitriakis indroyonoi
Hemitriakis indroyonoi  (лат.) — вид хрящевых рыб из семейства куньих акул (Triakidae), распространённых вблизи островов Бали и Ломбок (Малые Зондские острова, Индонезия). Максимальная зафиксированная длина — 120 см, половой зрелости достигают при длине около 90 см. Яйцеживородящие организмы: эмбрионы развиваются в половых путях матери, но питаются исключительно желтком. В помёте от 6 до 11 детёнышей длиной 28—30 см. Опасности для человека не представляют. 